# Prayer Meetin'
| Recensione | Giudizio |
| ---------- | -------- |
| AllMusic   |          |

Prayer Meetin' è un album dell'organista jazz statunitense Jimmy Smith, pubblicato dalla casa discografica Blue Note Records nel giugno del 1964.

## Tracce

### LP
Lato A
1. Prayer Meetin' – 6:00 (musica: Jimmy Smith)
2. I Almost Lost My Mind – 9:25 (Ivory Joe Hunter)
3. Stone Cold Dead in the Market – 3:40 (Wilmoth Houdini)

Lato B
1. When the Saints Go Marching In – 6:10 (Tradizionale)
2. Red Top – 7:25 (musica: Gene Ammons)
3. Picnickin' – 6:50 (musica: Jimmy Smith)

### CD
Edizione CD del 2004, pubblicato dalla Blue Note Records (7243 5 76754 2 0)
1. Prayer Meetin' – 5:41 (musica: Jimmy Smith)
2. I Almost Lost My Mind – 9:23 (Ivory Joe Hunter)
3. Stone Cold Dead in the Market – 3:42 (Wilmoth Houdini)
4. When the Saints Go Marching In – 6:10 (Tradizionale)
5. Red Top – 7:34 (musica: Gene Ammons)
6. Picnickin' – 6:27 (musica: Jimmy Smith)
7. Lonesome Road – 8:50 (testo: Gene Austin – musica: Nathaniel Shilkret) – Traccia bonus - Registrato il 13 giugno 1960
8. Smith Walk – 7:13 (musica: Jimmy Smith) – Traccia bonus - Registrato il 13 giugno 1960

## Formazione
Prayer Meetin'  / I Almost Lost My Mind / Stone Cold Dead in the Market / When the Saints Go Marching In / Red Top / Picnickin' 
- Jimmy Smith – organo
- Stanley Turrentine – sassofono tenore
- Quentin Warren – chitarra
- Donald Bailey – batteria

Lonesome Road / Smith Walk
- Jimmy Smith – organo
- Stanley Turrentine – sassofono tenore
- Quentin Warren – chitarra
- Sam Jones – contrabbasso
- Donald Bailey – batteria

Note aggiuntive
- Alfred Lion – produttore
- Rudy Van Gelder – ingegnere delle registrazioni
- Francis Wolff – foto copertina album originale
- Reid Miles – design copertina album originale
- Joe Goldberg – note retrocopertina album originale [3]

## Classifica
Album
| Anno | Classifica    | Posizione raggiunta |
| ---- | ------------- | ------------------- |
| 1964 | Billboard 200 | 86                  |